# Андріївська сільська рада (Великобурлуцький район)
Андрії́вська сільська́ ра́да — адміністративно-територіальна одиниця та орган місцевого самоврядування в Великобурлуцькому районі Харківської області. Адміністративний центр — село Андріївка.

## Загальні відомості
- Андріївська сільська рада утворена в 1923 році.
- Територія ради: 74,42 км²
- Населення ради: 1 414 особи (станом на 2001 рік)
- Територією ради протікають річки Чепель, Сіверський Донець.

## Населені пункти
Сільській раді були підпорядковані населені пункти:
- с. Андріївка
- с. Веселе
- с. Рогозянка
- с-ще Садовод
- с. Стецьківка

## Склад ради
Рада складалася з 16 депутатів та голови.
- Голова ради: Шевченко Микола Дмитрович
- Секретар ради: Набока Тетяна Володимирівна

### Керівний склад попередніх скликань
| Прізвище, ім'я, по батькові     | Основні відомості                                    | Дата обрання | Дата звільнення |
| ------------------------------- | ---------------------------------------------------- | ------------ | --------------- |
| Шестопалов Олександр Михайлович | Сільський голова, 1959 року народження, безпартійний | 26.03.2006   | 31.10.2010      |
| Шевченко Микола Дмитрович       | Сільський голова, 1954 року народження, освіта вища  | 31.10.2010   |                 |

Примітка: таблиця складена за даними сайту Верховної Ради України

### Депутати
За результатами місцевих виборів 2010 року депутатами ради стали:

#### За суб'єктами висування
| Суб'єкт висування                                       | Кількість обраних депутатів | %    |
| ------------------------------------------------------- | --------------------------- | ---- |
| Партія регіонів                                         | 13                          | 81,3 |
| Політична партія Всеукраїнське об'єднання «Батьківщина» | 2                           | 12,5 |
| Народна партія                                          | 1                           | 6,3  |

#### За округами
| № округу                                                | Прізвище, ім'я, по батькові    | Дата визнання обраним | Освіта             | Партійна приналежність                        | Відомості про обраного депутата                         |
| ------------------------------------------------------- | ------------------------------ | --------------------- | ------------------ | --------------------------------------------- | ------------------------------------------------------- |
| Народна Партія                                          |                                |                       |                    |                                               |                                                         |
| 10                                                      | Красников Олександр Петрович   | 05.11.2010            | середня            | позапартійний                                 | тимчасово не працює                                     |
| Партія регіонів                                         |                                |                       |                    |                                               |                                                         |
| 1                                                       | Шестопалов Сергій Михайлович   | 05.11.2010            | середня спеціальна | член Партії регіонів                          | ПП «Шестопалов», керівник                               |
| 2                                                       | Ляшенко Олександр Олексійович  | 05.11.2010            | середня            | член Партії регіонів                          | ФГ «ЗЕВС-Д», електрик                                   |
| 3                                                       | Шестопалова Наталя Іванівна    | 05.11.2010            | середня            | член Партії регіонів                          | Андріївська с/рада, інспектор з сільського господарства |
| 5                                                       | Криовшей Наталія Леонідівна    | 05.11.2010            | середня            | член Партії регіонів                          | Андріївська ощадна каса, контролер-касир                |
| 6                                                       | Котенко Світлана Олександрівна | 05.11.2010            | середня            | член Партії регіонів                          | Андріївський фельдшерсько-акушерський пункт, акушер     |
| 7                                                       | Набока Тетяна Володимирівна    | 05.11.2010            | вища               | член Партії регіонів                          | Андріївська с/рада, секретар                            |
| 9                                                       | Бабінець Ярослав Онуфрійович   | 05.11.2010            | середня            | член Партії регіонів                          | тимчасово не працює                                     |
| 11                                                      | Купчина Людмила Миколаївна     | 05.11.2010            | вища               | член Партії регіонів                          | тимчасово не працює                                     |
| 12                                                      | Губіна Алла Петрівна           | 05.11.2010            | середня            | член Партії регіонів                          | пенсіонер                                               |
| 13                                                      | Міщенко Раїса Євгеніївна       | 05.11.2010            | вища               | член Партії регіонів                          | пенсіонер                                               |
| 14                                                      | Мацан Оксана Миколаївна        | 05.11.2010            | середня            | член Партії регіонів                          | фельдшерсько-акушерський пункт, завідувачка             |
| 15                                                      | Мішнєв Іван Миколайович        | 05.11.2010            | середня            | член Партії регіонів                          | пенсіонер                                               |
| 16                                                      | Красільнікова Ольга Іванівна   | 05.11.2010            | середня            | член Партії регіонів                          | Андріївська с/рада, завідувачка будинку культури        |
| Політична партія Всеукраїнське об'єднання «Батьківщина» |                                |                       |                    |                                               |                                                         |
| 4                                                       | Мозгова Олена Григорівна       | 05.11.2010            | вища               | член Всеукраїнського об'єднання «Батьківщина» | приватний підприємець, керівник                         |
| 8                                                       | Глущенко Віктор Миколайович    | 05.11.2010            | вища               | член Всеукраїнського об'єднання «Батьківщина» | ФГ «ЗЕВС-Д», головний агроном                           |